# Empresa pública

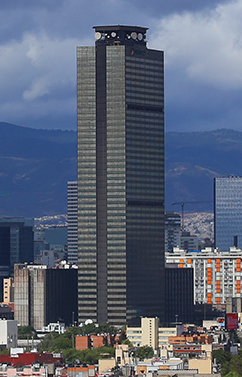
Torre ejecutiva de PEMEX en la Ciudad de México, una empresa estatal mexicana.

Una empresa pública, empresa estatal, empresa nacional, corporación pública o sociedad estatal es una empresa cuyo propietario es el Estado y por consiguiente es dirigida, administrada y controlada —ya sea de forma total o parcial— por las instituciones y organismos correspondientes emanados del gobierno de un país o de una entidad subnacional. Sin embargo, la Unión Europea define a una empresa pública como cualquier empresa en la que los poderes públicos puedan ejercer, directa o indirectamente, una influencia dominante en razón de la propiedad, de la participación financiera o de las normas que las rigen.
Este concepto no se debe confundir con la "public company" de algunos países de habla inglesa.
En el caso de darse la propiedad parcial de la entidad, el criterio a seguir para determinar si una empresa se considera o no pública, no es tanto el porcentaje de acciones en poder del sector privado, como el control efectivo que el Estado tenga sobre el proceso de toma de decisiones en la empresa. El elemento crucial en la empresa pública es la capacidad del Estado para ejercer presión política directa en la compañía. El accionista mayoritario es el Estado, con unos objetivos que pueden ser muy diversos y, lo que es más, cambiantes con el proceso político. En opinión de J. K. Galbraith, hay muchas y muy características similitudes entre las grandes empresas privadas y las grandes empresas públicas.[cita requerida]
La gran mayoría de los estados del mundo controlan empresas con diferentes fines –aparte del fin existencial de toda empresa de maximizar utilidades–, que pueden ser proveer servicios públicos, incentivar la producción del país o generar empleo, por nombrar algunos.

## Objetivos de la empresa pública
La existencia de empresas públicas en economías de mercado se ha justificado tradicionalmente por la insatisfacción de los responsabilisimos de la política económica, con los resultados generados por el mecanismo del mercado. Sin embargo, es importante distinguir dos vertientes claramente diferenciadas en dicho argumento. Por un lado, se puede considerar a la empresa pública desde la perspectiva de la reacción del Estado ante determinadas ineficiencias del sistema de mercado al asignar los recursos productivos. Se trata de los conocidos “fallos del mercado”. En otro ámbito, debemos considerar la utilización de la empresa pública como instrumento a la disposición del Estado para corregir las asignaciones del mercado que, desde posiciones políticas diversas, pueden considerarse no equitativas o acordes con la elección social.
La empresa pública precisa conocer claramente cuáles son los objetivos de índole social que se esperan lograr mediante su actuación, qué contra-prestación social va a recibir por atender a esa finalidad y qué indicadores van a ser utilizados por la sociedad para medir los logros que se deben realizar.[cita requerida]
Los cuatro objetivos básicos que deben alcanzar las acciones de la empresa pública son:
- Efectos sobre la distribución de la renta.
- Efectos macroeconómicos.
- Eficiencia económica.
- Rentabilidad.

### Rentabilidad
A diferencia de la empresa privada, en la que el objetivo es la maximización del beneficio, en la empresa pública en principio no tiene una especial consideración. No obstante, el cambio que se viene experimentando en esta materia es notable. A diferencia del criterio estricto del beneficio, en el caso de la empresa pública resulta más apropiado hablar de excedente comercial bruto para estimular la eficiencia tecnológica y directiva. 
Este concepto abarca los conceptos de intereses, amortización y beneficios, permitiendo al Estado conocer qué necesidades financieras presenta cada una de las empresas públicas.
La búsqueda de la rentabilidad por parte de la empresa pública se contempla también como un medio de estimular la eficiencia tecnológica y de gestión. De esta forma sabemos que si una empresa busca maximizar su beneficio, ello le exige que minimice sus costes para cualquier nivel de output. Sin embargo, el objetivo de la maximización del beneficio se ha rechazado explícitamente para las empresas públicas, puesto que, en general, gozan de poder monopolístico en al menos algunos de los mercados en que se suministran sus productos.
Desde un punto de vista financiero y económico, los fondos que financian la inversión de la empresa púbica provienen de dos fuentes: de sus propias reservas y de las aportaciones que realiza la Hacienda Pública. Esta, por su parte, obtiene los fondos principalmente de los excedentes brutos comerciales de las empresas públicas, de los impuestos y de otras fuentes. Por ello, conocida la inversión que tiene que realizar la empresa pública, cuanto menor sea su excedente, mayor tiene que ser la tributación y la financiación externa; es decir, que no tiene tanta trascendencia cómo se divide el excedente entre intereses, amortización y beneficio, lo que importa es su cuantía total.

### Efectos sobre la distribución de la renta
La empresa pública suele actuar sobre la renta de los consumidores garantizando un determinado nivel de prestación del servicio más elevado o bien aplicando un sistema de precios políticos que posibilita una efectiva distribución real de renta (ver Eficiencia distributiva), a no ser que resulte perversa la distribución de la carga impositiva que facilita la financiación del déficit en que se incurre.
Este modo de actuación es el que tradicionalmente viene a aplicarse al transporte colectivo. La ordenación de preferencias en este terreno acostumbra a vencerse a favor de la distribución y en contra de la rentabilidad, con argumentos que incluyen también costes privados y sociales de la congestión. El riesgo más grave en que se incurre en este caso radica en que si no se especifica muy claramente la cuantía (implícita o explícita) de la subvención y quién y cómo va a satisfacerla, la cuantía del déficit puede hacerse absolutamente inmanejable, lo que afecta de forma definitiva también a la eficiencia tecnológica y de gestión.

### Efectos macroeconómicos
Al formular las políticas macroeconómicas, la atención se centra en cuatro variables objetivo: nivel de desempleo, tasa de inflación, superávit/déficit de la balanza de pagos y tasa de crecimiento del producto nacional. Algunos aspectos de las actividades de las empresas públicas y, en particular sus políticas de inversión, precios y salarios, parecen afectar los valores de las variables objetivo. Los gastos en inversión pueden, a través de los efectos multiplicadores habituales, influir en el nivel agregado de la actividad económica a corto plazo, y a largo plazo ayuda a determinar la tasa de crecimiento del producto potencial. Estos gastos en inversión, en conjunción con los excedentes comerciales brutos, también afectan a las necesidades financieras del Gobierno y, por tanto, a sus necesidades de endeudamiento y tributación. 

### Conflictos entre objetivos
En consecuencia una especificación de objetivos debe encerrar los cuatro aspectos relevantes de las decisiones de la empresa pública: eficiencia económica, rentabilidad, efecto sobre la distribución de la renta e impactos macroeconómicos. Sin embargo, muchas veces no es posible optimizar estos cuatro objetivos a la vez por lo que comienzan a aparecer conflictos: 
1. Eficiencia económica y distribución de la renta.- Existen unos cuantos casos en los que la eficiencia se ha sacrificado en interés del incremento o mantenimiento de las rentas de grupos particulares. La persistencia de exceso de mano de obra en algunas empresas públicas puede contemplarse como una decisión tácita de distribuir renta real a determinados grupos de trabajadores, a expensas de la eficiencia económica.
2. Rentabilidad y distribución de la renta.- En general, la reducción de la eficiencia tecnológica implica la reducción de beneficios. También pueden darse algunos ejemplos. El suministro de bienes producidos por empresas públicas a grupos particulares de consumidores a precios que no cubren el coste, aumenta las rentas reales de estos últimos, pero reduce la rentabilidad de las empresas. En el límite, la naturaleza de la redistribución de la renta que entrañan estas políticas depende del modo en que se financie la provisión de estos servicios que no cubren costes. Si una empresa debe satisfacer por completo un excedente que le viene fijado como objetivo y no recibe ninguna subvención gubernamental para compensar la falta de beneficios en aquellas actividades que acomete a un precio por debajo del coste, sus precios rentables serán, en consecuencia, más elevados. De este modo, la renta real se distribuye de los consumidores de servicios rentables a aquellos que se benefician de servicios suministrados con pérdida. Si esta “subvención cruzada” existe y alcanza una magnitud importante, debemos suponer que el ministro la acepta como un medio de redistribución de renta que es consistente con sus políticas de Gobierno. Por otra parte, las pérdidas pueden cubrirse con una dotación real o implícita de Hacienda, en cuyo caso la renta redistribuida corre a cargo del contribuyente en general (o de aquellos que se habrían beneficiado de formas de gasto público que tienen que recortarse para financiar esas subvenciones) y a favor de aquellos que se benefician de los servicios prestados por debajo del coste. Una dotación real es una suma que Hacienda abona a la empresa: la empresa, puede pensarse, actúa como un “contratista” para el Gobierno, suministrando los servicios y presentando dos facturas por los costes en que incurre, una al Gobierno y otra a los consumidores. Una dotación implícita se hace cuando el Gobierno reduce el objetivo de excedente que esperaba alcanzara la empresa, por la cantidad correspondiente a la pérdida que soporta en los servicios prestados por encargo del Gobierno. Queda claro que, en principio, no hay ninguna diferencia en que la subvención sea real o implícita, en términos de la contribución neta que la empresa aporta a Hacienda, dado que los efectos financieros de suministrar los servicios a precios que no cubren costes son exactamente los mismos.
3. Eficiencia económica y rentabilidad.- Aunque las mejoras de la eficiencia tecnológica y de gestión aumentarán la rentabilidad, todo lo demás constante, de modo que no existe ningún conflicto a este respecto, puede darse un conflicto entre eficiencia asignativa y rentabilidad. Existe, en primer lugar, la cuestión de que las políticas de fijación de precios e inversión asignativamente eficientes implicarán un excedente particular para la empresa, que puede ser mayor o mejor del considerado deseable. Por el contrario, si se exige a la empresa que obtenga determinado excedente, no habrá entonces nada que garantice que los precios y outputs resultantes sean asignativamente eficientes. Particular ejemplo de esto, por otra parte muy discutido en la literatura, lo constituye el caso en donde la fijación de precios al coste marginal es asignativamente eficiente, y se aplica a una industria sujeta a rendimientos crecientes a escala acarreando, por consiguiente, una pérdida.

Con todo, puede ocurrir también que allí donde se juzga que existe una divergencia entre beneficios y costes sociales, por un lado, e ingresos y costes calculados a los precios de mercado, por otro, la optimización en términos de los primeros conduzca a una pérdida. Por ejemplo, se arguye que las reducciones de congestión del tráfico y del ahorro correspondiente de tiempo, justifican las pérdidas en los sistemas de transporte público, debido al exceso de los beneficios sociales sobre los costes sociales.
Este departamento es el encargado de enviarle al departamento contable:
Los gasto de transportes, gasto de investigación de mercado proporción de devoluciones descuentos y rebajas el %de los gastos de distribución de ventas.

## La financiación de la empresa pública
Las empresas públicas cuenta con tres fuentes principales de financiación:
- Los beneficios obtenidos por la prestación de su servicio o la venta de su producto
- Los recursos de la hacienda pública
- El mercado financiero

El grado en que una empresa acuda a cada una de estas tres fuentes de financiación depende de múltiples factores, tanto de carácter “permanente” (forma jurídica de la empresa, sector de actividad, etc.) como de naturaleza “transitoria” (situación de los mercados financieros, política económica coyuntural, etc). 

### Beneficios propios
Como regla general se considera que las empresas públicas deben cubrir costes y obtener un resultado económico positivo. De ahí que, en principio, el Estado no se comprometa a saldar el déficit experimentado por una empresa, sino que este se cubrirá con un crédito o tratará de evitarse mediante la concesión de determinadas ventajas (tipo de interés reducido, exenciones tributarias, etc.). Si el déficit de la empresa es crónico, en algún momento el Estado tendrá que hacer frente al mismo enjugando las pérdidas en que la empresa haya incurrido. En algunos países (Dinamarca, Holanda, etc.) el Estado se encarga de cubrir tan solo los déficit de las empresas pertenecientes a determinadas categorías jurídicas.
Las posibilidades de autofinanciación dependerán en última instancia del nivel alcanzado de beneficios brutos
Los recursos entregados por el Tesoro a las empresas públicas, excepción hecha de los asignados a suscribir acciones, pueden serlo a título de fondos de dotación, préstamos o subvenciones. 
El fondo de dotación viene a representar lo que el capital en una sociedad. La práctica de la concesión de dotaciones de capital, muy restringida en un principio, se ha ido extendiendo cada vez más. Entre los países comunitarios su utilización ha tenido lugar, básicamente, en Francia e Italia.
Los préstamos del Tesoro u otros organismos públicos a las empresas públicas tiene un uso más generalizado que las dotaciones de capital, siendo una modalidad de financiación prácticamente común a todos los países comunitarios. Para las public corporations británicas estos préstamos son desde 1956 el principal, casi único, medio de financiación externa. Los préstamos pueden ser otorgados directamente por el Tesoro o a través de otros organismos públicos (FDES en Francia, Cassa Depositi e Prestiti en Italia, etc.). Los intereses aplicados varían considerablemente de unos países a otros y de unas empresas a otras.
Las subvenciones para borrar los déficits no son sino una forma de las varias que pueden adoptar las transferencias del Estado a las empresas públicas, y que se resumen en los tres grupos siguientes:
1. Subvenciones de equilibrio: con la finalidad anteriormente señalada;
2. Transferencias de capital: para cubrir una parte de las inversiones de la empresa, que sean de interés general, y
3. Subvenciones de explotación: para compensar ciertas cargas en la explotación impuesta a una empresa pública.

### Mercado financiero
En la financiación con cargo al mercado financiero debemos distinguir los recursos obtenidos por emisión de acciones, emisión de obligaciones y créditos. La emisión de acciones realizada por las sociedades de propiedad pública procura a la empresa fondos estatales destinados a la suscripción de aquellas. Esto equivale a las dotaciones de capital analizadas anteriormente. En el caso de sociedades mixtas, una parte de los fondos conseguidos por la empresa mediante la emisión de acciones procede del sector privado. La importancia de estos recursos privados estará íntimamente relacionada, por tanto, con el número y tamaño de las sociedades mixtas de un país. De los países comunitarios es en Italia donde las empresas mixtas juegan un papel más destacado. Para que el sector privado acuda a suscribir parte del capital de una empresa pública, esta deberá atenerse en su gestión a ciertas condiciones, lo que no ocurre para empresas de propiedad pública total.
La posibilidad de las empresas públicas de acudir al mercado financiero para emitir obligaciones y conseguir préstamos varía, según los países y las empresas. De forma esquemática, se apuntan las cuatro alternativas siguientes:
1. Que no exista ninguna disposición que permita el recurso a otros medios financieros externos que los provenientes del Tesoro Público.
2. Que solo se permita el acceso a los créditos a corto plazo (public corporations británicas, empresas municipalizadas italianas, etc.).
3. Que solo se permitan los empréstitos a largo plazo procedentes de instituciones públicas (caso de las aziende autonome italianas).
4. Que no existan limitaciones especiales para el recurso al mercado monetario y de capitales, situación esta la más general en Francia, Italia y Alemania.

Las obligaciones constituyen un medio de financiación de las empresas públicas de singular importancia. Se trata en este caso de emisiones realizadas por el Tesoro u otros organismos públicos, con cuyos fondos se procederá más tarde a financiar a las empresas públicas. Ahora nos referimos a las obligaciones emitidas directamente por las empresas públicas. El aspecto más debatido en relación con las mismas es el de las ventajas concedidas a estos títulos para su aceptación en el mercado. Tales ventajas existen en casi todos los países y se presentan en forma muy variada: garantía estatal, bonificaciones impositivas, libres de comisiones, etc.

## Diferencias entre empresas estatales y privadas
Una empresa estatal o sociedad estatal es aquella que es propiedad del Estado, sea este nacional, municipal o de cualquier otro estrato administrativo, ya sea de un modo total o parcial. A pesar de converger en la forma de actuar, hay sustanciales diferencias entre la empresa pública y la privada. A título de ejemplo, destacan las siguientes:
- En sus procedimientos de financiación. Esta diferencia radica no tanto en la posible existencia de tratamiento diferencial en el mercado de capitales público y privado, trato que también suele recibir la gran empresa privada –de forma idéntica o muy parecida– en relación con la empresa privada pequeña o media, sino en la posible financiación pública con origen en los presupuestos que a menudo viene otorgándose a este tipo de empresas.

- La persecución del beneficio y el control a que están sometidas por los poderes públicos. Sin olvidar el objetivo del beneficio, está muy claro que la razón de la existencia de la empresa pública no es la obtención de beneficios. Aquí la diferencia no es sustancial, sino de grado, por cuanto los en las grandes empresas privadas, además del objetivo del beneficio, concurren otros objetivos igualmente destacados, como lo son el crecimiento y el poder de dichas organizaciones; circunstancias que no tienen por qué estar –mediata ni inmediatamente al servicio del beneficio–. Por lo que al grado de control se refiere, cabe señalar que las empresas públicas están sometidas, además, al control específico que deriva de su pertenencia al sector público. Cabe puntualizar que el tema del grado de algunas de las características diferenciadoras entre empresas privadas y empresas públicas no es uniforme dentro de la extensamente gama de las empresas públicas, sino que obedece a la mayor o menor caracterización de públicas que tengan este tipo de empresas.

## Historia
La empresa pública ha tenido distinta relevancia desde la perspectiva histórica y en atención al enfoque seguido por los poderes públicos en diversos países.
En Europa y Latinoamérica aparecerían empresas públicas prestadoras de servicios en red en sectores como la telefonía, el transporte ferroviario, el sector bancario, el sector energético, alcantarillado y saneamiento, entre otros. La empresa pública explotaría actividades que fueron objeto de reserva al sector público previa declaración administrativa de servicio público.
En los años 1950 se expande por el mundo el modelo de estado de bienestar, lo que implicó una mayor presencia del gobierno, no solo en las empresas de servicios sino ahora también en empresas industriales.
En la década de 1970 se produce una ola de privatizaciones en Estados Unidos y Europa. En este momento histórico comenzó a cuestionarse la eficacia de la empresa pública en la consecución del objetivo de la eficiencia asignativa como consecuencia del desarrollo de la teoría de los "fallos de Estado" de la Public Choice, fundada en este caso por la existencia de objetivos difusos para la empresa pública, múltiples principales con distintos intereses, problemas de información asimétrica en su control y problemas de rentabilidad por dedicarse a actividades en declive y contar con estructuras de costes ineficientes (con elevados costes fijos y activos no corrientes y elevados gastos de personal al ser empleadas para aplicar políticas de sostenimiento del empleo). En Europa estas medidas se impulsaron a partir de la fijación del objetivo del Mercado Interior por el Acta Única Europea de 1986. El Tratado de Maastricht incorporó la noción del mercado interior a derecho originario y reguló por primera vez la competencia en la UE así como las Ayudas Estatales. El Tratado de Lisboa profundizaría en la base teórica de la liberalización para poner fin a los monopolios estatales con el concepto de los "servicios económicos de interés general", que no necesariamente deben prestarse por el sector público.
Las privatizaciones en Latinoamérica tendrían su punto más álgido en la década de 1990 cuando los partidos gobernantes adhieren al Consenso de Washington.

### Alemania
| Empresa             | Fundación          | Actividad                    | Tipo    | Estado      |
| ------------------- | ------------------ | ---------------------------- | ------- | ----------- |
| ARD                 | 9 de junio de 1950 | Medios de comunicación       | Pública | Activo      |
| Deutsche Bundespost | 1947               | Correos y telecomunicaciónes | Pública | Privatizada |

### Argentina
La historia de las empresas públicas en Argentina comienza a finales del siglo XIX y comienzos del XX, cuando el estado se hace cargo de servicios como los trenes, las obras de conexión de agua potable y cloacas, la electricidad y los teléfonos. En 1922 el presidente Hipólito Yrigoyen crea la empresa petrolera YPF.
A mediados del siglo, con la llegada de Juan Domingo Perón al poder se produce un incremento en la presencia del estado en la economía, incluyendo no solo el sector de servicios públicos sino en esta oportunidad también la industria. Luego de su destitución por golpe de Estado el país atraviesa décadas de inestabilidad política donde la presencia de empresas estatales no cambia sustancialmente.
En 1976 se produce un golpe militar que significaría el comienzo de la liberalización de la economía, que se profundizaría en los años 1990 bajo el gobierno de Carlos Menem. Durante el gobierno de Menem el estado se desprendió de la mayoría de las empresas con las que contaba.
A partir de 2003, con los gobiernos de Néstor Kirchner y Cristina Fernández de Kirchner, el estado comienza una nueva etapa de expansión, con la nacionalización de empresas que habían sido privatizadas durante la década anterior y la creación de nuevas empresas.
| Empresa                                                       | Fundación | Tipo        | Actividad                                            | Estado                                                             |
| ------------------------------------------------------------- | --------- | ----------- | ---------------------------------------------------- | ------------------------------------------------------------------ |
| Aerolíneas Argentinas                                         | 1950      | estatal     | aerolínea                                            | Privatizada en 1990 y reestatizada en 2008                         |
| Aguas y Saneamientos Argentinos                               | 1972      | estatal     | agua potable y saneamiento                           | Privatizada en 1992 y reestatizada en 2006                         |
| Astillero Río Santiago                                        | 1953      | estatal     | astillero naval                                      | Funcionando                                                        |
| Correo Oficial de la República Argentina                      | 1912      | estatal     | servicio postal                                      | Privatizada en 1994 y reestatizada en 2003                         |
| Coordinación Ecológica Área Metropolitana Sociedad del Estado | 1977      | estatal     | gestión de residuos sólidos urbanos                  | Funcionando                                                        |
| Dioxitek S.A.                                                 | 1982      | estatal     | suministro de dióxido de uranio para energía nuclear | Funcionando                                                        |
| Empresa Argentina de Navegación Aérea                         | 2015      | estatal     | servicios de navegación aérea                        | Funcionando                                                        |
| Empresa Neuquina de Servicios de Ingeniería                   | 1989      | estatal     | Producción de agua pesada                            | Funcionando                                                        |
| Fabricaciones Militares                                       | 1941      | estatal     | armamento                                            | Funcionando                                                        |
| Fábrica Argentina de Aviones                                  | 1927      | estatal     | Producción de aeronaves e investigación espacial     | Privatizada en 1995 y reestatizada en 2009                         |
| Ferrocarriles Argentinos                                      | 1948      | estatal     | ferroviaria                                          | Privatizada en 1993 y reemplazada desde 2014 por Trenes Argentinos |
| Gas del Estado                                                | 1946      | privatizada | gas natural                                          | Privatizada en 1992                                                |
| Integración Energética Argentina Sociedad Anónima             | 2004      | estatal     | energía                                              | Funcionando                                                        |
| INVAP                                                         | 1976      | estatal     | alta tecnología                                      | Funcionando                                                        |
| Nucleoelectrica Argentina S.A.                                | -         | estatal     | operación de centrales nucleares                     | Funcionando                                                        |
| Radio y Televisión Argentina                                  | 2009      | estatal     | comunicación                                         | Funcionando                                                        |
| Yacimientos Carboníferos Fiscales (YCF)                       | 1958      | privatizada | energía                                              | Privatizada en 1994 y reestatizada en 2003                         |
| Yacimientos Petrolíferos Fiscales (YPF)                       | 1922      | mixta       | petroquímica                                         | Privatizada en 1992 y convertida en empresa mixta en 2012          |

### Brasil
| Empresa             | Fundación       | Tipo      | Actividad | Estado |
| ------------------- | --------------- | --------- | --------- | ------ |
| Petróleo Brasileiro | 3 de octubre de | Petrolera | Mixta     | Activa |

### Chile
| Empresa                         | Fundación               | Tipo                 | Actividad              | Estado   |
| ------------------------------- | ----------------------- | -------------------- | ---------------------- | -------- |
| Banco del Estado                | 1953                    | Pública              | Bancaria               | Activa   |
| Correos de Chile                | 24 de diciembre de 1981 | Pública              | Correos                | Activa   |
| Empresa Nacional de Aeronáutica | 16 de marzo de 1984     | Pública              | Aeronáutica            | Activa   |
| Empresa Nacional de Minería     | 5 de abril de 1960      | Pública              | Minería                | Activa   |
| Empresa Nacional del Petróleo   | 19 de junio de 1950     | Pública y monopólica | Petrolera              | Activa   |
| Empresa Portuaria               | 1960                    | Pública              | Portuaria              | Disuelta |
| Ferrocarriles del Estado        | 4 de enero de 1884      | Pública              | Ferroviaria            | Activa   |
| Televisión Nacional             | 31 de enero de 1969     | Pública              | Medios de comunicación | Activa   |

### Colombia
En Colombia existen las empresas industriales y comerciales del Estado (EICE) que son creadas por ley estatal y su gestión económica se realiza conforme al derecho privado. Existen también las sociedades de economía mixta (SEM) que son organismos autorizados por ley, constituidos como sociedades comerciales con aportes estatales y privados, y que desarrollan actividades comerciales o industriales regidas por el derecho privado.
| Empresa                                    | Fundación | Tipo    | Actividad    | Estado            |
| ------------------------------------------ | --------- | ------- | ------------ | ----------------- |
| Servicios Aéreos a Territorios Nacionales  | 1962      | Estatal | aerolínea    | Funcionando       |
| Industria Militar                          | 1954      | Estatal | armamento    |                   |
| Radio Televisión Nacional de Colombia      | 2004      | Estatal | comunicación |                   |
| Caja de Previsión Social de Comunicaciones | 1960      | Estatal | EPS          | Liquidada en 2015 |
| Banco Agrario de Colombia                  | 1999      | Estatal | banco        |                   |
| La Previsora SA                            |           | Mixta   |              |                   |
| Bancoldex                                  |           | Mixta   |              |                   |
| Artesanías de Colombia SA                  |           | Mixta   |              |                   |
| Hotel Tequendama                           | 1951      | Mixta   |              |                   |
| VECOL SA                                   |           | Mixta   |              |                   |
| Empresa Colombiana de Petróleo S.A.        | 1951      | Mixta   | petrolera    |                   |

El Congreso crea las sociedades de economía mixta del Orden Nacional, las Asambleas las SEM del Orden Departamental, y los Concejos municipales las SEM del Orden Municipal.
Las Sociedades de Economía Mixta cuyo capital social sea en un 90% o más de carácter estatal o público se asimilan como Empresas Industriales y Comerciales del Estado.
Empresas de Servicios Públicos (ESP) son aquellas que presten alguno de los servicios públicos domiciliarios de acueducto, alcantarillado, aseo, energía eléctrica, distribución de gas combustible, telefonía fija pública básica conmutada y la telefonía local móvil en el sector rural.

### España
A comienzos del siglo XX aparecerían empresas públicas prestadoras de servicios en red en sectores como la telefonía (Telefónica en 1924), el transporte ferroviario (Renfe, 1941), el sector bancario, el sector energético, alcantarillado y saneamiento, entre otros.
En España, la empresa pública ha seguido una evolución similar a las de países de Europa, si bien es cierto que adquirió una especial relevancia en el periodo 1939-1959 de autarquía, intervencionismo y proteccionismo, cuando el desarrollo de empresas públicas industriales respondió al objetivo de la creación de empleo (Seat, 1950) y que llevaron a la creación del Instituto Nacional de Industria. El Plan de Estabilización de 1959 promovió la apertura de la economía española y la transformación en el papel del Estado desde un Estado productor a un Estado garantista, aunque en este periodo se aplicó una política de nacionalización de empresas con dificultades económicas para el sostenimiento del empleo.
La década de los 80 marcó un punto de inflexión para la empresa pública española al enfrentarse a problemas como una falta de rentabilidad acumulada, elevados costes fijos y de personal, y una crisis existencial ligada al auge de la teoría neoliberal. Comenzaron a aplicarse medidas aisladas de privatización y venta de participaciones minoritarias del Estado, reducción de plantillas y fijación de objetivos de rentabilidad, así como la aplicación de las técnicas de la Nueva Gestión Pública.
El Programa de Modernización del Sector Público Empresarial de 1996 inició un proceso sistemático de privatizaciones gestionado por el Servicio Estatal de Participaciones Industriales. Se siguieron dos tipos de proceso de privatización en atención a la rentabilidad de la empresa en cuestión: las poco rentables fueron objeto de venta directa a agentes privados y las rentables (como Telefónica, Endesa o Repsol) a través de OPV's de manera progresiva. Este proceso sería relanzado como consecuencia del Informa de la Comisión para la Reforma de la Administración Pública (CORA) y la aprobación de la ley 15/2014, de racionalización del sector público Archivado el 6 de septiembre de 2021 en Wayback Machine.. Hasta 2017 se han privatizado más de 120 empresas públicas en España.
La Sociedad Estatal de Participaciones Industriales, adscrito al Ministerio de Economía, Industria y Competitividad, cuenta con una participación mayoritaria en 15 empresas y minoritaria en 9. Asimismo, otras empresas públicas como el sector portuario, ferroviario y aeroportuario se encuentran agrupadas bajo el Ministerio de Fomento y otras dos bajo el Grupo Patrimonio del Estado (CESCE, Paradores S.A.).
El Título III de la Ley General Presupuestaria establece que el subsector público empresarial está integrado por:
a) Las entidades públicas empresariales (EPE).
b) Las sociedades mercantiles estatales (SME).
c) Las entidades estatales de derecho público que no sean organismos autónomos dependientes de la Administración General del Estado y no sean entidades públicas empresariales (EPE), dependientes de la Administración General del Estado, o de cualesquiera otros organismos públicos vinculados o dependientes de ella.
d) Los consorcios dotados de personalidad jurídica propia a los que se refieren los artículos 6, apartado 5, de la Ley 30/1992, de 26 de noviembre, de Régimen Jurídico de las Administraciones Públicas y del Procedimiento Administrativo Común, y 87 de la Ley 7/1985, de 2 de abril, reguladora de las Bases de Régimen Local.
| Empresa                                                                    | Fundación | Tipo    | Actividad             | Estado                                                |
| -------------------------------------------------------------------------- | --------- | ------- | --------------------- | ----------------------------------------------------- |
| Administrador de Infraestructuras Ferroviarias (ADIF)                      | 2005      | Estatal | gestor ferroviario    | Activa                                                |
| Sociedad de Salvamento y Seguridad Marítima (Salvamento Marítimo. Sasemar) | 1992      | Estatal | gestor marítimo       | Activa                                                |
| AENA                                                                       | 2010      | Estatal | gestión aeroportuaria | Activa                                                |
| Agencia EFE                                                                | 1939      | Estatal | comunicación          | Activa                                                |
| Aldeasa                                                                    | 1974      | Privada | duty-free             | Privatizada (1973)                                    |
| Argentaria                                                                 | 1991      | Privada | banco                 | Privatizada (1998)                                    |
| Compañía Arrendataria del Monopolio del Petróleo S.A. (CAMPSA)             | 1927      | Privada | petroquímica          | Privatizada (1977)                                    |
| Corporación Radio Televisión Española (RTVE)                               | 2007      | Estatal | comunicación          | Activa                                                |
| Empresa Nacional de Electricidad Sociedad Anónima (Endesa)                 | 1944      | Privada | electricidad          | Privatizada (1997), actualmente Endesa                |
| Empresa Nacional Siderúrgica (Ensidesa)                                    | 1950      | Privada | siderurgia            | Privatizada (1997), actualmente Aceralia              |
| ENAIRE                                                                     | 1991      | Estatal | gestión aérea         | Activa                                                |
| Gas Natural Fenosa                                                         | 1843      | Privada | petroquímica          | Privatizada (1997), actualmente Naturgy               |
| Iberia                                                                     | 1927      | Privada | logística             | Privatizada (2001)                                    |
| Indra                                                                      | 1993      | Privada | energía               | Privatizada                                           |
| Radiotelevisión Española                                                   | 1980      | Estatal | comunicación          | Disuelto (creación de RTVE)                           |
| Radio Televisión Madrid                                                    | 1984      | Pública | comunicación          | Activa                                                |
| Refinería de Petróleos de Escombreras (REPSOL)                             | 1986      | Privada | petroquímica          | Privatizada (1989)                                    |
| Red Eléctrica de España                                                    | 1984      | Privada | energía               | Privatizada (1999)                                    |
| RENFE                                                                      | 2005      | Estatal | operador ferroviario  | Activa                                                |
| Sociedad Española de Automóviles de Turismo (SEAT)                         | 1950      | Privada | automóvil             | Privatizada (1986), actualmente SEAT S. A             |
| Sociedad Estatal Correos y Telégrafos (Correos)                            | 1716      | Estatal | correo                | Activa                                                |
| Tabacalera                                                                 | 1946      | Privada | tabacalera            | Privatizada (1999), actualmente Altadis (entre otras) |
| Telefónica                                                                 | 1924      | Privada | telefonía             | Privatizada (1997)                                    |

Existen de otras entidades, no consideradas empresas públicas, como por ejemplo Loterías y Apuestas del Estado o Fábrica Nacional de Moneda y Timbre.

### México
En México las empresas públicas comenzaron a crearse a mediados de la década de 1920, con la Comisión Nacional Bancaria y el Banco Central, sí como el Banco Nacional de Crédito Agrícola. Tras la Expropiación Petrolera, Lázaro Cárdenas creó Petróleos Mexicanos. A partir de entonces siguió Ferrocarriles Nacionales Mexicanos, Comisión de Fomento Minero, Altos Hornos de México, Banco del Ejército, entre otros. Actualmente el gobierno mexicano cuenta con 27 empresas a su propiedad.
| Empresa                                                                       | Fundación | Actividad                                   | Estado                                                             |
| ----------------------------------------------------------------------------- | --------- | ------------------------------------------- | ------------------------------------------------------------------ |
| Aeropuertos y servicios auxiliares (ASA)                                      | 1965      | Aeropuertos                                 | Activa                                                             |
| Altán Redes                                                                   | 2014      | Telecomunicaciones                          | Activa (adquirida en 2022)                                         |
| Astilleros Mexicanos JP (Astimex JP)                                          | 1971      | Mantenimiento y Limpieza naval              | Activa                                                             |
| Bancomext                                                                     | 1938      | Servicios financieros                       | Activa                                                             |
| Banco Nacional de Crédito Rural (Banrural)                                    | 1939      | Servicios financieros                       | Privatizada en 2001                                                |
| Banjército                                                                    | 1947      | Servicios financieros                       | Activa                                                             |
| Banco de Comercio (Bancomer)                                                  | 1932      | Servicios financieros                       | Privatizada en 1991                                                |
| Banco del Bienestar                                                           | 2019      | Servicios financieros                       | Activa                                                             |
| Banamex                                                                       | 1884      | Servicios financieros                       | Estatizada en 1982 y privatizada en 1991                           |
| Banco Nacional de Obras y Servicios Públicos (Banobras)                       | 1933      | Servicios financieros                       | Activa                                                             |
| Birmex                                                                        | 1999      | Industria farmacéutica                      | Activa                                                             |
| Caminos y Puentes Federales (Capufe)                                          | 1958      | Servicios públicos                          | Activa                                                             |
| Comisión Federal de Electricidad (CFE)                                        | 1937      | Electricidad                                | Activa                                                             |
| Distribuidora e Impulsora Comercial Conasupo, S.A. de C. V. (DICONSA)         | 1986      | Comercio                                    | Activa                                                             |
| Ferrocarriles Nacionales de México (FNM)                                      | 1907      | Transporte ferroviario                      | Privatizada en 1995                                                |
| Ferrocontrol S.A.                                                             | 1971      | Minera                                      | Disuelta en 1991                                                   |
| Fertilizantes Mexicanos (FERTIMEX)                                            | 1972      | Fertilizante                                | Disuelta en 1992                                                   |
| Financiera Rural (FND)                                                        | 2003      | Servicios financieros                       | Disuelta en 2023                                                   |
| Fideicomiso de Empresas Expropiadas del Sector Azucarero (FEESA)              | 1991      | Industria azucarera                         | Activa                                                             |
| Fonacot                                                                       | 1974      | Servicios financieros                       | Activa                                                             |
| Fovissste                                                                     | 1972      | Administración hospitalaria                 | Activa                                                             |
| Instituto del Fondo Nacional de la Vivienda para los Trabajadores (Infonavit) | 1972      | Servicios financieros Hipoteca inmobiliaria | Activa                                                             |
| Instituto Mexicano de la Televisión (Imevisón)                                | 1983      | Medios de comunicación de masas             | Privatizada en 1993                                                |
| Instituto Mexicano del Seguro Social (IMSS)                                   | 1943      | Administración hospitalaria                 | Activa                                                             |
| Liconsa                                                                       | 1944      | Alimentos                                   | Activa                                                             |
| Litio para México (LitioMx)                                                   | 2022      | Minera                                      | Activa                                                             |
| Lotería Nacional para la Asistencia Pública                                   | 1770      | Juegos y sorteos                            | Activa                                                             |
| Luz y Fuerza del Centro                                                       | 1994      | Electricidad                                | Adquirida por CFE en 2009                                          |
| Aerolínea del Estado Mexicano                                                 | 2023      | Aerolínea                                   | Activa                                                             |
| Nacional Financiara (Nafin)                                                   | 1934      | Servicios financieros                       | Activa                                                             |
| Olinia                                                                        | 2025      | Vehículos eléctricos                        | Activa                                                             |
| Olmeca-Maya-Mexica                                                            | 2022      | Aeropuertos y ferrocarriles                 | Activa                                                             |
| Petróleos mexicanos (PEMEX)                                                   | 1938      | Petróleo y gas                              | Activa                                                             |
| Productora e Importadora de Papel S.A. (PIPSA)                                | 1935      | Industria papelera                          | Privatizada en 1998                                                |
| Productora Nacional de Semillas (PRONASE)                                     | 1961      | Agrícola                                    | Disuelta en 2002                                                   |
| Pronósticos para la Asistencia Pública                                        | 1978      | Juegos y sorteos                            | Funsionada con Lotería Nacional para la Asistencia Pública en 2022 |
| Segalmex                                                                      | 2019      | Alimentos                                   | Activa                                                             |
| Siderúrgica Mexicana (Sidermex)                                               | 1976      | Siderurgia                                  | Privatizada en 1991                                                |
| Sistema de Transporte Colectivo                                               | 1969      | Transporte público                          | Activa                                                             |
| Sociedad Hipotecaria Federal                                                  | 2001      | Servicios financieros                       | Activa                                                             |
| Teléfonos de México (TELMEX)                                                  | 1947      | Telecomunicaciones                          | Privatizada en 1990                                                |

### Perú
Un listado de las empresas públicas que existen y existieron en Perú. La Constitución de 1993 permite eso, con algunas limitaciones. Algunas son administradas por el Fondo Nacional de Financiamiento de la Actividad Empresarial del Estado (FONAFE).
| Empresa                                                                                               | Fundación | Tipo    | Actividad                      | Estado                                                                            |
| --- | --------- | ------- | ------------------------------ | --------------------------------------------------------------------------------- |
| Adinelsa                                                                                              | 1994      | Estatal | electricidad                   | Activa                                                                            |
| AeroPerú                                                                                              | 1973      | Estatal | transporte aéreo               | Privatizada (1993), cerrada en 1999.                                              |
| Agrobanco                                                                                             | 2001      | Estatal | banco                          | Activa                                                                            |
| Banco de la Nación                                                                                    | 1966      | Estatal | banco                          | Activa                                                                            |
| Compañía Nacional de Gas - Sol Gas                                                                    | 1947      | prívada | gas                            | Privatizada (1992), actualmente propiedad de REPSOL.                              |
| Corporación Peruana de Aeropuertos y Aviación Comercial                                               | 1943      | Estatal | gestión aeroportuaria          | Activa                                                                            |
| Compañía Peruana de Teléfonos                                                                         | 1920      | privada | telefonía                      | Privatizada (1994), actualmente Telefónica del Perú                               |
| Centromin Perú (empresa minera del Centro del Perú)                                                   | 1974      | privada | minera                         | Privatizada (1997), actualmente dividida en varias empresas                       |
| DISTRILUZ (Hidrandina, ENOSA, ENSA, Electrocentro)                                                    | 2001      | Estatal | electricidad                   | Activa                                                                            |
| Empresa Nacional de Ferrocarriles (ENAFER)                                                            | 1973      | Estatal | gestión ferroviaria            | Activo solo el Tren Tacna-Arica, las demás líneas fueron privatizadas (1991-1999) |
| Empresa de Generación Eléctrica (Edegel)                                                              | 1906      | prívada | electricidad                   | Privatizada (1996), actualmente Enel Generación Perú.                             |
| Empresa de Distribución Eléctrica de Lima y Norte (Edelnor)                                           | 1994      | prívada | electricidad                   | Privatizada (1998), actualmente Enel Perú.                                        |
| Empresa de Distribución Eléctrica de Lima Sur (Edelsur)                                               | 1994      | prívada | electricidad                   | Privatizada (1994), actualmente Luz del Sur.                                      |
| ElectroLima                                                                                           | 1974      | Estatal | electricidad                   | Dividida y disuelto (1994)                                                        |
| ElectroPerú                                                                                           | 1974      | Estatal | electricidad                   | Activa                                                                            |
| Empresa de Vigilancia, Control y Seguridad S.A.C                                                      | 1987      | Estatal | servicios de seguridad         | Activa                                                                            |
| Empresa Nacional del Transporte Urbano del Perú                                                       | 1976      | Estatal | transporte público             | Disuelto (1993)                                                                   |
| Electro Oriente                                                                                       | 1984      | Estatal | electricidad                   | Activa                                                                            |
| Electro Ucayali                                                                                       | 1995      | Estatal | electricidad                   | Activa                                                                            |
| Editora Perú                                                                                          | 1976      | Estatal | Medios de comunicación         | Activa                                                                            |
| Empresa Nacional de Edificaciones                                                                     | 1981      | Estatal | Inmobiliaria                   | Disuelta (2005)                                                                   |
| Empresa Nacional de la Coca                                                                           | 1949      | Estatal | distribución                   | Activa                                                                            |
| Empresa Nacional de Puertos                                                                           | 1970      | Estatal | gestión de puertos             | Activa                                                                            |
| Empresa Estanco Nacional del Tábaco - ENATA                                                           | 1924      | Estatal | tabacalera                     | Privatizada (2003). Disuelta (2008-2014)                                          |
| Fábrica de Armas y Municiones del Ejército (FAME S.A.C.)                                              | 2009      | estatal | Industria militar              | Activa                                                                            |
| HierroPerú                                                                                            | 1974      | prívada | hierro                         | Privatizada                                                                       |
| Instituto Nacional de Radio y Televisión del Perú (TV Perú, RN, IPe, Radio La Crónica, Congreso, etc) | 1973      | Estatal | Medios de comunicación         | Activa                                                                            |
| Servicios Industriales de la Marina (SIMA)                                                            | 1950      | Estatal | industria militar              | Activa                                                                            |
| Servicio de Mantenimiento (SEMAN PERÚ S.A.C)                                                          | 2016      | Estatal | Industria aeroespacial-defensa | Activa                                                                            |
| PeruPetro                                                                                             | 1993      | Estatal | petroquímica                   | Activa                                                                            |
| PescaPerú                                                                                             | 1936      | Estatal | pesquera                       | Privatizada (1998)                                                                |
| PetroPerú                                                                                             | 1968      | Estatal | petroquímica                   | Activa                                                                            |
| SiderPerú                                                                                             | 1956      | prívada | siderurgia                     | Privatizada                                                                       |
| Sociedad Eléctrica Sur Oeste (SEAL)                                                                   | 1930      | Estatal | electricidad                   | Activa                                                                            |
| Servicios Postales del Perú                                                                           | 1991      | Estatal | correo                         | Activa                                                                            |
| Sedapal                                                                                               | 1981      | Estatal | agua y alcantarillado          | Activa                                                                            |
| Servicios Integrales de Limpieza S.A                                                                  | 1987      | Estatal | limpieza                       | Activa                                                                            |

### Estados Unidos
En el caso de EE. UU., desde finales del siglo XIX se optó por la promoción de la competencia y la regulación, así como por la creación de autoridades de competencia y reguladoras como la Comisión de Comercio Interestatal (1887) para el sector del transporte por ferrocarril o la Federal Trade Commission (1914) de carácter general. Este enfoque determinó una menor relevancia de la empresa pública.
En la década de 1970 en EE. UU. tuvo lugar en esta década un proceso de privatización y desregulación.

### Uruguay
La historia de las empresas estatales en Uruguay se remontan a comienzos del siglo XX, durante los gobiernos de José Batlle y Ordóñez, donde el estado mediante un conjunto de reformas y leyes crearía empresas dedicadas a prestar servicios a la población, tales fueron la energía eléctrica, los seguros tanto personales como laborales y las comunicaciones. Posteriormente, durante la posguerra se nacionalizarian y crearían otros servicios e instituciones. En los años noventa el estado intentaría privatizar algunas empresas, pero un referéndum derogó dicha reforma.
| Empresa                                                      | Fundación | Tipo                      | Actividad                  | Estado                     |
| ------------------------------------------------------------ | --------- | ------------------------- | -------------------------- | -------------------------- |
| Administración Nacional de Combustibles, Alcohol y Portland  | 1931      | Estatal                   | petroquímica               | Activa                     |
| Administración Nacional de Usinas y Transmisiones Eléctricas | 1912      | Estatal                   | energía                    | Activa                     |
| Administración de Ferrocarriles del Estado                   | 1952      | Nacionalizada / Estatal   | transporte ferroviario     | Activa                     |
| Administración de Tranvías y Ferrocarriles del Estado        | 1915      | Estatal                   | transporte                 | Disuelta (creación de AFE) |
| Administración Nacional de Telecomunicaciones                | 1974      | Estatal                   | comunicaciones             | Activa                     |
| Administración Nacional de Correos                           | 1827      | Estatal                   | correos                    | Activa                     |
| Administración Nacional de las Obras Sanitarias del Estado   | 1952      | Nacionalizada / Estatal   | agua potable y saneamiento | Activa                     |
| Administración de los Servicios de Salud del Estado          | 2007      | Estatal                   | servicios de salud         | Activa                     |
| Administración Municipal de Transportes de Montevideo        | 1952      | Nacionalizada / Municipal | Transporte colectivo       | Privatizada (1975)         |
| Alcoholes del Uruguay                                        | 2006      | Mixta                     | agroindustria              | Activa                     |
| Banco Hipotecario                                            | 1892      | Estatal                   | Banco                      | Activa                     |
| Banco de la República Oriental del Uruguay                   | 1896      | Estatal                   | Banco                      | Activa                     |
| Banco de Seguros del Estado                                  | 1911      | Estatal                   | Asegurador                 | Activa                     |
| Industria Lobera y Pesquera                                  | 1976      | Estatal                   | Industria                  | Disuelta                   |
| Primeras Líneas Uruguayas de Navegación Aérea                | 1936      | Estatal                   | Transporte aéreo           | Disuelta                   |
| Servicios Logísticos Ferroviarios S. A.                      | 2013      | Paraestatal - mixta       | Logística                  | Activa                     |

### Venezuela
En Venezuela las empresas públicas son compañías anónimas cuyas acciones en su totalidad o en parte considerable, pertenecen al Estado. Entre ellas aparecen las empresas de economía mixta, en las cuales participan los sectores público y privado, tanto en la integración del capital social, como en la administración de la empresa.
Tales entidades son frecuentemente utilizadas como un modo de gestión de servicios públicos de carácter industrial o comercial. Sin embargo, las empresas del Estado no son necesariamente un modo de gestión de los servicios públicos. Pueden ser un medio utilizado para permitir al Estado participar financieramente en una empresa privada, sin que esta llegue a cumplir misión de servicios públicos. Puede constituir solo un medio de obtener el Estado ganancias pecuniarias.
| Empresa                                                  | Fundación               | Tipo                 | Actividad              | Estado |
| -------------------------------------------------------- | ----------------------- | -------------------- | ---------------------- | ------ |
| Banco de Venezuela                                       | 2 de septiembre de 1890 | institución bancaria | Activo                 |        |
| Compañía Anónima Nacional Teléfonos de Venezuela (CANTV) | 20 de junio de 1930     | pública              | telecomunicaciones     | Activa |
| Corporación Eléctrica Nacional                           | 31 de julio de 2007     | -                    | energía eléctrica      | Activa |
| Sistema Bolivariano de Comunicación e Información        | 2008                    | pública              | medios de comunicación | Activa |
| Petróleos de Venezuela                                   | 30 de agosto de 1975    | pública              | petroquímica           | Activa |